# Leptaleocera coccinea
Leptaleocera coccinea är en insektsart som först beskrevs av Frederick Arthur Godfrey Muir 1913.  Leptaleocera coccinea ingår i släktet Leptaleocera och familjen Derbidae. Inga underarter finns listade i Catalogue of Life.